# Manoel (football)
Pour les articles homonymes, voir Manoel.
Manoel Lourenço da Silva Filho dit Manoel est né le 2 février 1978 à Feira de Santana (Brésil). Il évolue au poste d'attaquant.

## Palmarès
- Champion de l'État du Rio Grande do Sul (1997)
- Finaliste de la Coupe des Pays-Bas (1998)